# 金城一紀
金城 一紀（かねしろ かずき、1968年10月29日 - ）は、日本の小説家・脚本家である。埼玉県川口市出身。慶應義塾大学法学部卒業。

## 来歴
中学校までは民族学校（朝鮮学校）に通う。朝鮮籍から韓国籍に変えたのを機に日本の高等学校に通い、さまざまなジャンルの本を読む日々を過ごした。
大学1年の時、小説家を志すが執筆には早いと判断、卒業後の数年間まで膨大な数の作品を見て勉強した。同じく作家の本多孝好は、大学時代の同級生であり、本多の作品『dele』がドラマ化される際には、本多と共に脚本を担当した。
1998年、『レヴォリューションNO.3』で小説現代新人賞を受賞。2000年には、自身の生い立ちが元の半自伝小説『GO』を出版、直木賞を受賞。翌年『GO』は映画化、国内の映画賞を総なめにした。その後も、多くの作品が漫画化・映像化されており、『SP 警視庁警備部警護課第四係』などでは自ら書き下ろしの脚本を手がけている。

## 作風
作品の内容がリンクしていることが多い（ゾンビーズ・シリーズなどにおける「主人公以外の登場人物が別の作品では主人公である」や「SPEED」の舞台である永正大学が「SP」に登場したり等）。
また、金城自身の出自にまつわる問題（日韓問題）が取り入れられている作品もある。

## 受賞歴
- 第123回直木三十五賞（2000年、『GO』）
- 第81回ザテレビジョンドラマアカデミー賞 脚本賞（2014年、『BORDER』）[4][5]

## 書籍

### 単行本

#### ゾンビーズ・シリーズ
- レヴォリューション No.3（2001年10月 講談社／2005年4月 角川書店／2008年9月 角川文庫）
- フライ,ダディ,フライ（2003年1月 講談社／2005年5月 角川書店／2009年4月 角川文庫）
- SPEED（2005年7月 角川書店／2011年6月 角川文庫）
- レヴォリューションNo.0（2011年2月 角川書店／2013年6月 角川文庫）

#### ノンシリーズ
- GO（2000年3月 講談社／2003年3月 講談社文庫／2007年4月 角川書店／2007年6月 角川文庫）
- 対話篇（2003年1月 講談社／2007年7月 新潮社／2008年7月 新潮文庫／2020年8月 角川文庫）
- 映画篇（2007年7月 集英社／2010年6月 集英社文庫／2014年8月 新潮文庫／2020年9月 角川文庫）
- 友が、消えた（2024年12月 角川書店）[6]

#### シナリオ集
- SP 警視庁警備部警護課第四係（2008年3月 扶桑社／2010年10月 角川文庫）

### 小説原作
- BORDER 警視庁捜査一課殺人犯捜査第4係（2014年2月 角川文庫）- 著者：古川春秋
- CRISIS 公安機動捜査隊特捜班（2017年3月 角川文庫）- 著者：周木律

### 漫画原作
- Go（「ヤングチャンピオン」）- 作画：近藤佳文
- レヴォリューションNo.3（「週刊ヤングサンデー」）- 作画：秋重学
- フライ,ダディ,フライ（「週刊ヤングサンデー」）- 作画：秋重学
- SPEED（「週刊ヤングサンデー」）- 作画：秋重学
- SP 警視庁警備部警護課第四係（「ビッグコミックスピリッツ」2010年9号 - 2012年15号）- 作画：灰原薬
- 映画篇（「ビッグコミックスペリオール」2010年16号 - 2014年9号）- 作画：遠藤佳世
- BORDER（「ヤングエース」2013年12月号 - 2015年5月号）- 作画：小手川ゆあ

## 映像作品

### テレビドラマ
- 恋愛小説（2004年）原作
- SP 警視庁警備部警護課第四係（2007年 - 2008年）原案・脚本
- SP 革命前日 Pre Episode Ⅵ（2011年）原案・脚本
- BORDER 警視庁捜査一課殺人犯捜査第4係（2014年）原案・脚本
- CRISIS 公安機動捜査隊特捜班（2017年）原案・脚本
- 奥様は、取り扱い注意（2017年）原案・脚本・アクション監修
- BORDER 衝動～検視官・比嘉ミカ～（2017年）原案・脚本
- BORDER 贖罪（2017年）原案・脚本
- dele（2018年）脚本

### 実写映画
- GO（2001年）原作
- 花（2003年）原作
- フライ,ダディ,フライ（2005年）原作・脚本
- フライ,ダディ,フライ（2007年／韓国）原作
- SP THE MOTION PICTURE（2010年 - 2011年）原案・脚本
- 劇場版 奥様は、取り扱い注意（2021年）原案